# Meesters van Dirc van Delf

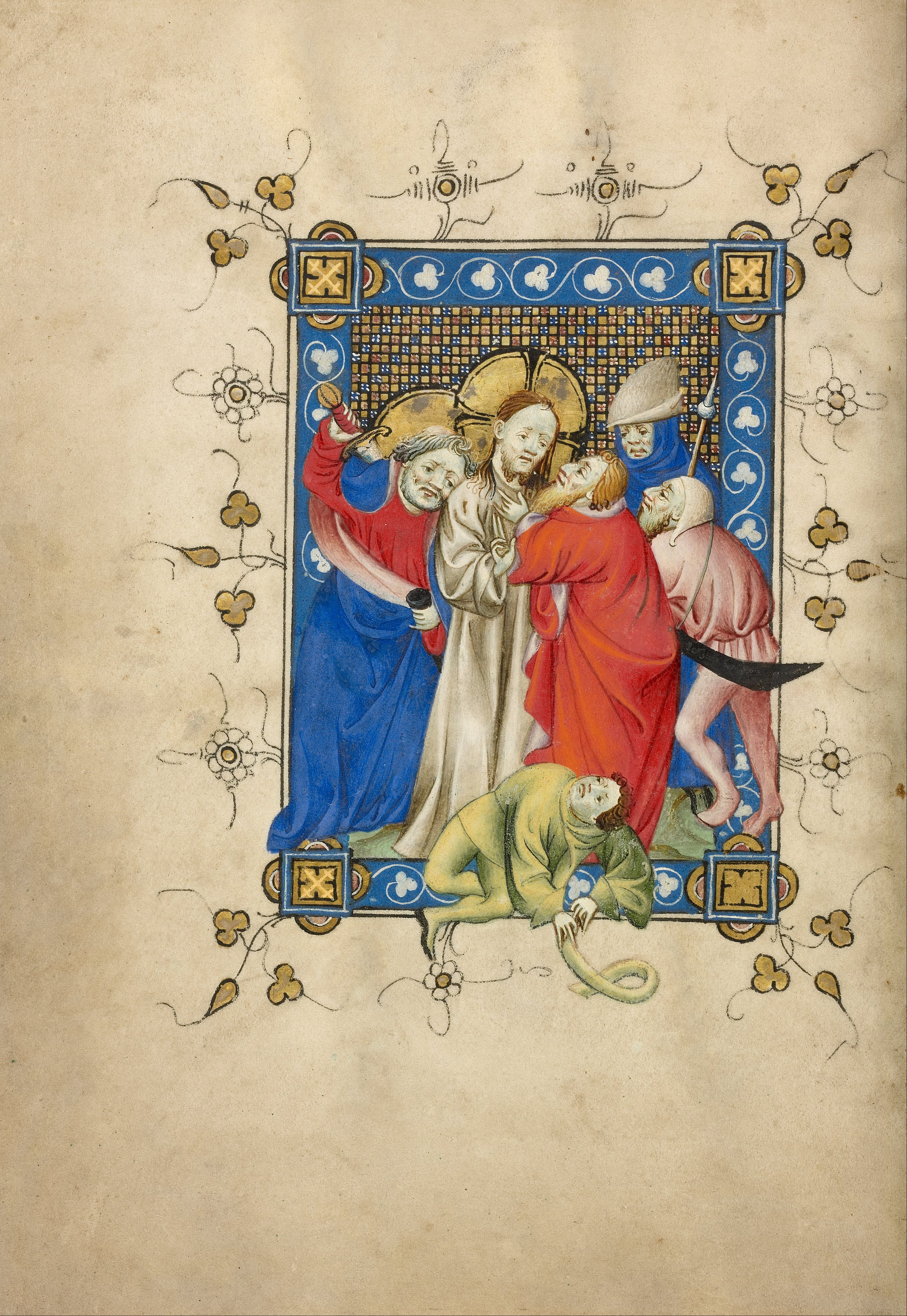
Meesters van Dirc van Delf, Gevangenneming van Christus uit een getijdenboek van ca. 1405-1410.

Meesters van Dirc van Delf is de noodnaam voor een groep onbekende boekverluchters die actief waren tussen het einde van de 14e en het begin van de 15e eeuw. De naam verwijst naar Dirc van Delf, een Nederlands theoloog, hofkapelaan van Albrecht van Beieren tussen 1399 en 1404, en schrijver van Tafel van den Kersten Ghelove. Hun noodnaam danken ze aan het feit dat zij een aantal exemplaren van dit werk  verlucht hebben. Zij waren actief in de periode tussen ca. 1395 en 1410, vermoedelijk in Utrecht, hoewel hiervoor geen documentair bewijs voorhanden is.
De kunstenaars vormden, naast de Meesters van Margaretha van Kleef, een van de eerste belangrijke verluchtingsateliers in het 15e-eeuwse Holland. Het was dankzij de patronage van Albrecht van Beieren en zijn echtgenote Margaretha van Kleef dat de boekverluchting in de Noordelijke Nederlanden een bloeiperiode kende. Hun stijl was nog gebaseerd op de internationale gotiek maar ze begonnen nieuwe richtingen in te slagen. De gezichten worden groter en drapering is meer lineair en iets harder. Maar de Noord-Nederlandse miniaturisten leggen vooral meer pathos in de miniaturen die het lijden van Christus uitbeelden. Op die manier benadrukken ze de menselijkheid van Christus en de realiteit van zijn lijden.
Het werk van de Meesters omvat onder meer het Linnenweversmissaal dat omstreeks 1410 in gebruik was aan het Onze Lieve Vrouwe-altaar van de Haarlemse parochiekerk Sint-Bavo. In 1471 werd dit altaar toegewezen aan het linnenweversgilde. Volgens een inscriptie op f11v van het missaal geschreven in een vroeg-vijftiende-eeuwse hand, werd het handschrift speciaal gekocht voor de dienst aan dit Maria-altaar en moest het daar ‘eeuwig’ blijven.. Ze zouden ook gewerkt hebben aan de illustratie van de drie oudste handschriften van de Tafel van den Kersten Ghelove, onder meer de exemplaren in de Walters Art Gallery in Baltimore (Walters Ms. W.171) en het handschrift Ms. 691 bewaard in de Pierpont Morgan Library in New York. Verder is er nog een getijdenboek dat toegeschreven wordt aan deze meesters, dat tot 1990 in privé bezit was en toen werd aangekocht door het J. Paul Getty Museum, Dirc van Delf waar het nu bewaard wordt als Ms. 40; 90.ML.139.